# 하나고등학교
하나고등학교(Hana Academy Seoul)는 대한민국 서울특별시 은평구 진관동에 위치한 자율형 사립 고등학교이다. 2010년에 하나금융그룹이 사회 공헌 활동 차원에서 설립했다.

## 학교 연혁
- 2008년 10월 : 학교법인 하나학원 설립 인가
- 2008년 12월 : 학교설립 예비인가 및 자립형사립고 지정
- 2009년 7월 : 초대 김진성 교장 취임
- 2009년 8월 : 하나고등학교 설립 본인가
- 2010년 2월 : 교사 준공식
- 2010년 3월 : 하나고등학교 개교 및 제1회 입학식
- 2010년 6월 : 자율형 사립고로 전환
- 2010년 11월 : 하나아트센터 개관식
- 2013년 2월 : 제1회 졸업식
- 2016년 12월 : 제2대 김각영 이사장 취임
- 2018년 3월 : 제3대 조계성 교장 취임
- 2022년 1월 : 제10회 졸업식
- 2022년 3월 : 제13회 입학식
- 2024년 10월 : 제2대 김각영 이사장 퇴임
- 2024년 11월 : 제3대 유병택 이사장 취임

## 갤러리

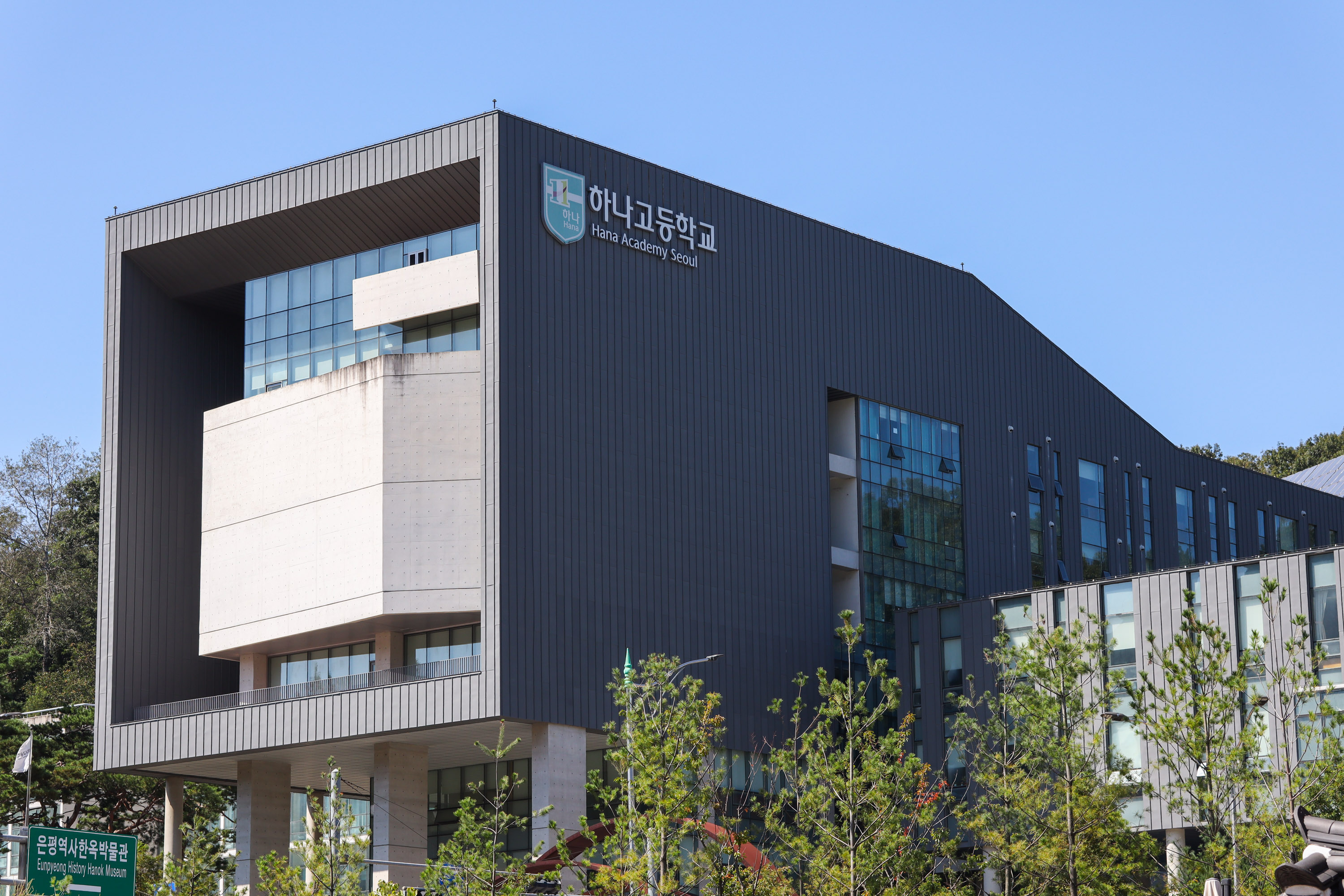
전경
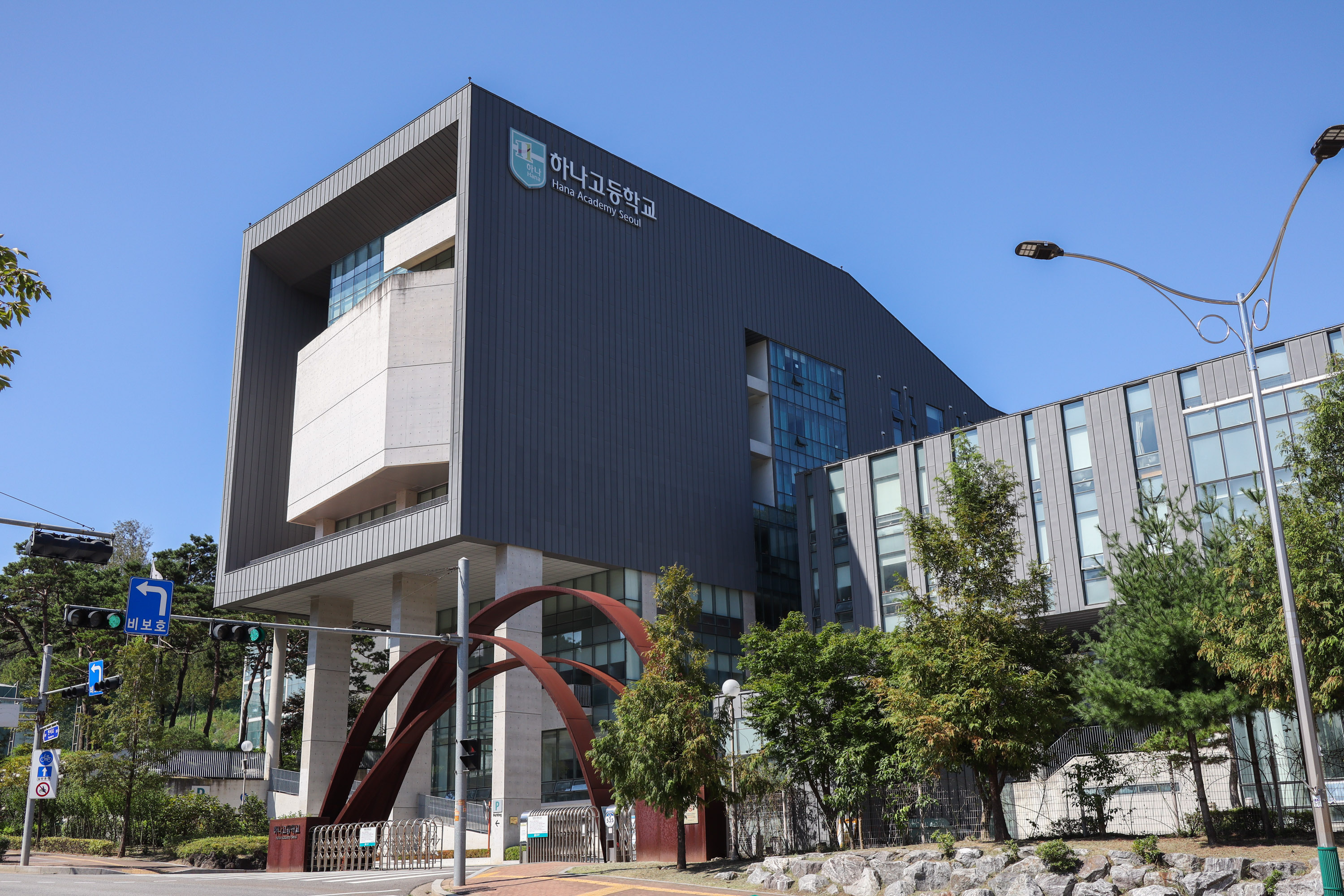
전경
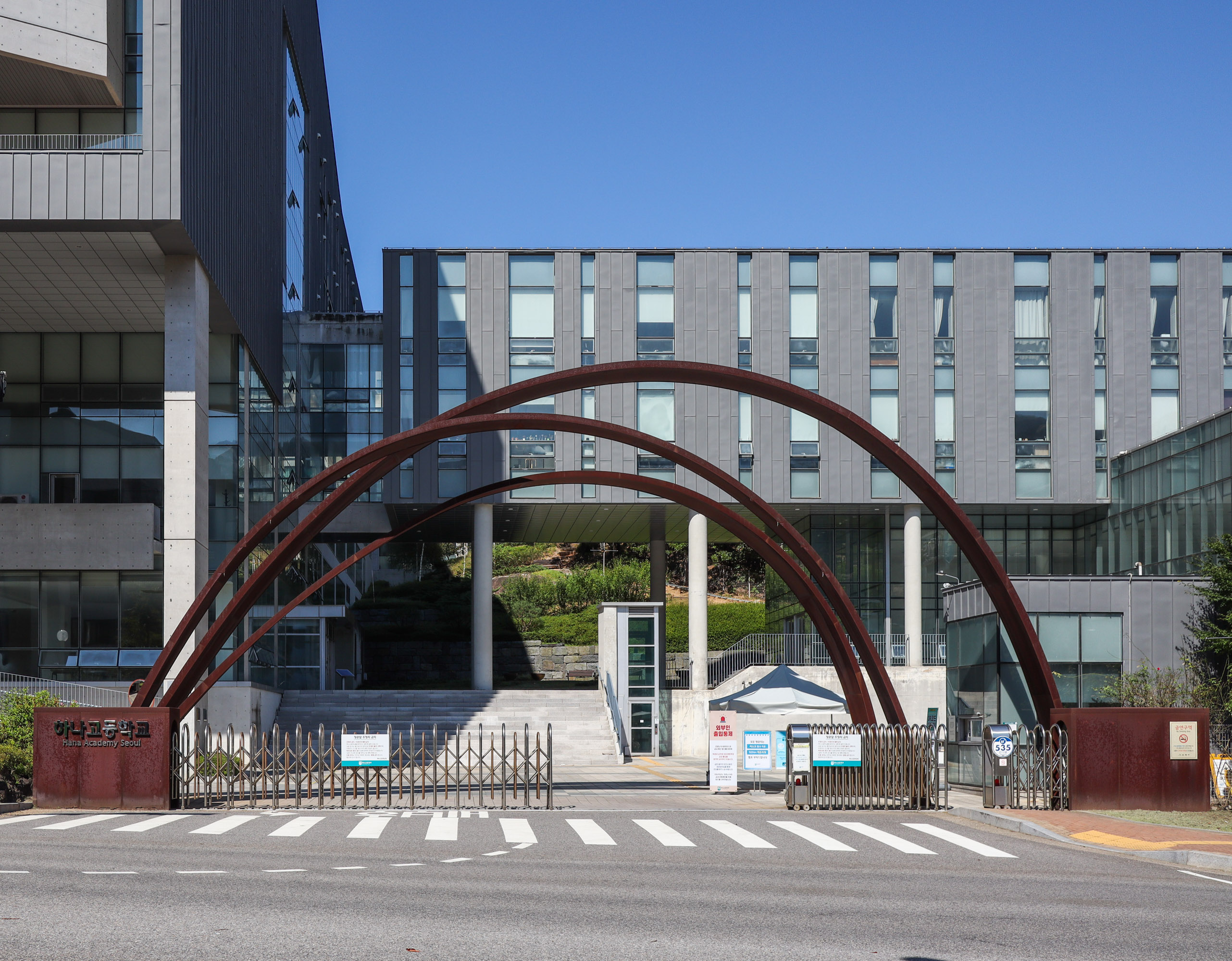
정문 입구

## 참고 자료
- 하나고등학교 - 한국교육학술정보원 학교알리미